# Ebenwald
De Ebenwald is een stoeltjeslift gebouwd door Doppelmayr voor de Mayrhofner Bergbahnen gebouwd in 1991. De lift staat op het Ahorn-plateau bij de Ahornbahn in Mayrhofen in de Oostenrijkse deelstaat Tirol. De lift gaat van het Ebenwald, een stuk bos, richting het dalstation van de sleeplift Filzenlift.

## Prestaties
De lift gaat 2,4 meter per seconde, de standaard voor niet koppelbare stoeltjesliften. Er zitten 170 stoeltjes op de baan en in elk stoeltje kunnen twee personen plaatsnemen. De totale capaciteit bedraagt 1430 personen per uur.
De stoeltjeslift werd gebouwd uit restanten van de oude stoeltjeslift Lärchwald, op de Penken in Mayrhofen. De technische installatie en alle stoeltjes zijn van deze lift overgenomen omdat de lift nog vrij jong was maar werd vervangen door een nieuwe koppelbare installatie, de huidige Lärchwald Express.